# نیمه هادی با شکاف گسترده
نیمه هادی‌های پهن باند (به عنوان نیمه هادی‌های WBG یا WBGS نیز شناخته می‌شوند) مواد نیمه هادی هستند که دارای شکاف باند بزرگ‌تری نسبت به نیمه هادی‌های معمولی هستند. نیمه هادی‌های معمولی مانند سیلیکون دارای فاصله باندی در محدوده ۰٫۶ – ۱٫۵ الکترون ولت (eV) هستند. در حالی که مواد با شکاف گسترده دارای شکاف باند در محدوده بالای eV 2 هستند. به‌طور کلی، نیمه هادی‌های با شکاف گسترده دارای ویژگی‌های الکترونیکی هستند که بین نیمه هادی‌ها و عایق‌های معمولی قرار می‌گیرند.
نیمه هادی‌های پهن باند، به دستگاه‌ها اجازه می‌دهند که در ولتاژها، فرکانس‌ها و دماهای بسیار بالاتر از مواد نیمه هادی معمولی مانند سیلیکون و آرسنید گالیم کار کنند. آنها جزء کلیدی مورد استفاده برای ساخت LED یا لیزرهای با طول موج کوتاه (سبز-UV) هستند و در کاربردهای فرکانس رادیویی خاص نیز، به ویژه رادارهای نظامی، استفاده می‌شوند. کیفیت ذاتی آنها، آنها را برای طیف گسترده‌ای از کاربردهای دیگر مناسب می‌کند و یکی از رقبای اصلی دستگاه‌های نسل بعدی برای استفاده عمومی از نیمه هادی‌ها هستند.
فاصله باند وسیع تر به ویژه برای اجازه دادن به دستگاه‌هایی که از آنها استفاده می‌کنند در دماهای بسیار بالاتر، در حد °۳۰۰ سانتیگراد، مهم است. این باعث می‌شود که آنها برای کاربردهای نظامی بسیار جذاب باشند، جایی که مورد استفاده نسبتاً زیادی قرار می‌گیرند. تحمل دمای بالا به این معنی است که این دستگاه‌ها می‌توانند در سطوح توان بسیار بالاتر، در شرایط عادی کار کنند. بعلاوه، بیشتر مواد با شکاف گسترده، چگالی میدان الکتریکی بحرانی بسیار بالاتری، در حد ده برابر نیمه هادی‌های معمولی دارند. در مجموع، این ویژگی‌ها به آنها اجازه می‌دهد تا در ولتاژها و جریان‌های بسیار بالاتری کار کنند، که آنها را در کاربردهای نظامی، رادیویی و تبدیل توان، بسیار ارزشمند می‌کند. وزارت انرژی ایالات متحده بر این باور است که آنها یک فناوری اساسی در شبکه‌های الکتریکی جدید و دستگاه‌های انرژی جایگزین و همچنین قطعات قوی و کارآمد قدرت مورد استفاده در وسایل نقلیه پرقدرت از وسایل نقلیه برقی متصل به قطارهای الکتریکی خواهند بود. بیشتر مواد با شکاف گسترده دارای سرعت الکترون آزاد بالایی هستند که به آنها اجازه می‌دهد با سرعت سوئیچینگ بالاتری کار کنند که به ارزش آنها در کاربردهای رادیویی می‌افزاید. از یک دستگاه WBG می‌توان برای ساخت یک سیستم رادیویی کامل استفاده کرد که نیاز به اجزای سیگنال و فرکانس رادیویی جداگانه را از بین می‌برد، در حالی که در فرکانس‌ها و سطوح توان بالاتر کار می‌کند.
تحقیق و توسعه مواد با شکاف گسترده از نیمه هادی‌های معمولی که از دهه ۱۹۷۰ سرمایه‌گذاری گسترده‌ای دریافت کرده‌اند، عقب است. با این حال، مزایای ذاتی واضح آنها در بسیاری از کاربردها، همراه با برخی از خواص منحصر به فرد که در نیمه هادی‌های معمولی یافت نمی‌شود، منجر به افزایش علاقه به استفاده از آنها در دستگاه‌های الکترونیکی روزمره به جای سیلیکون شده‌است. توانایی آنها برای کنترل چگالی توان بالاتر به ویژه برای تلاش برای حفظ قانون مور جذاب است، زیرا به نظر می‌رسد فناوری‌های معمولی در حال رسیدن به فلات چگالی هستند.

## استفاده در دستگاه‌ها
مواد با شکاف پهن دارای چندین ویژگی هستند که آنها را در مقایسه با مواد باند باریک‌تر مفید می‌کند. شکاف انرژی بالاتر به دستگاه‌ها این توانایی را می‌دهد که در دماهای بالاتر کار کنند، زیرا شکاف‌های باند معمولاً با افزایش دما کوچک می‌شوند، که می‌تواند هنگام استفاده از نیمه‌رساناهای معمولی مشکل‌ساز باشد. برای برخی از کاربردها، مواد با فاصله باند وسیع به دستگاه‌ها اجازه می‌دهند ولتاژهای بزرگتری را تغییر دهند. شکاف باند گسترده، همچنین انرژی انتقال الکترونیکی را به محدوده انرژی نور مرئی می‌رساند و از این رو می‌توان دستگاه‌های ساطع کننده نور مانند دیودهای ساطع نور (LED) و لیزرهای نیمه هادی را ساخت که در طیف مرئی ساطع می‌کنند یا حتی اشعه ماوراء بنفش تولید می‌کنند.
روشنایی حالت جامد با استفاده از نیمه‌هادی‌های پهن باند پتانسیل کاهش میزان انرژی مورد نیاز برای تأمین روشنایی را در مقایسه با لامپ‌های رشته‌ای دارد که بازده نوری کمتر از ۲۰ لومن بر وات دارند. کارایی LEDها در حدود ۱۶۰ لومن بر وات است.
نیمه هادی‌های باند گپ گسترده نیز می‌توانند در پردازش سیگنال RF استفاده شوند. ترانزیستورهای قدرت مبتنی بر سیلیکون در حال رسیدن به محدودیت‌های فرکانس کاری، ولتاژ شکست و چگالی توان هستند. مواد با شکاف گسترده را می‌توان در کاربردهای سوئیچینگ برق و دمای بالا استفاده کرد.

## مواد
تنها مواد با فاصله باند زیاد در گروه IV الماس و کاربید سیلیکون هستند.
بسیاری از نیمه هادی‌های مرکب III-V و II-VI با شکاف باند بالا وجود دارد. در خانواده نیمه هادی‌های III-V، نیترید آلومینیوم برای ساخت LEDهای فرابنفش با طول موج‌های کمتر از ۲۰۰ تا ۲۵۰ نانومتر، نیترید گالیوم برای ساخت LEDهای آبی و دیودهای لیزر و نیترید بور (BN) برای LEDهای آبی پیشنهاد شده‌است، استفاده می‌شود.

### جدول نیمه هادی‌های رایج با فاصله باند گسترده
| گروه         | عنصر | ماده            | فرمول شیمیایی | باند گپ   | نوع گپ     | توضیح |
| ------------ | ---- | --------------- | ------------- | --------- | ---------- | --- |
| IV           | ۱    | الماس           | C             | 5.47      | غیر مستقیم | هدایت حرارتی عالی. خواص مکانیکی و نوری عالی |
| IV           | ۲    | کاربوراندوم     | SiC           | 2.3-3.3   | غیر مستقیم | شکاف باند بسته به ساختار کریستالی، 3C-SiC، 4H-SiC، یا 6H-SiC متفاوت است. برای کاربردهای با ولتاژ و دمای بالا و برای LEDهای زرد و آبی اولیه استفاده می‌شود. |
| III-V        | ۲    | نیترید بور      | BN            | 5.96-6.36 | غیر مستقیم | شکاف‌های باند ذکر شده به ترتیب با ساختار کریستالی مکعبی یا شش ضلعی هستند. به‌طور بالقوه برای LEDهای فرابنفش مفید است. |
| III-V        | ۲    | آلومینیم فسفید  | AlP           | 2.45      | غیر مستقیم | |
| III-V        | ۲    | آرسنیدآلومینیم  | AlAs          | 2.16      | غیر مستقیم | |
| III-V        | ۲    | نیترید گالیم    | GaN           | 3.44      | مستقیم     | p-doping(افزودن ناخالصی) با منیزیم و بازپخت، اولین LEDهای آبی با کارایی بالاو لیزرهای آبی را مجاز کرد. ترانزیستورهای گالی می‌توانند در ولتاژهای بالاتر و دمای بالاتر نسبت به GaAs که در تقویت کننده‌های قدرت مایکروویو استفاده می‌شوند، کار کنند. هنگامی که به عنوان مثال، منگنز دوپ شود، تبدیل به یک نیمه رسانای مغناطیسی می‌شود. |
| III-V        | ۲    | گالیم فسفید     | GaP           | 2.26      | غیر مستقیم | در LEDهای قرمز/نارنجی/سبز با روشنایی کم تا متوسط استفاده می‌شود. به صورت مستقل یا با GaAsP استفاده می‌شود. شفاف برای نور زرد و قرمز، به عنوان بستر برای LEDهای قرمز/زرد، GaAsP استفاده می‌شود. دوپ شده با S یا Te برای نوع n، با Zn برای نوع p GaP خالص سبز، GaP دوپ شده با نیتروژن زرد-سبز و GaP دوپ شده با ZnO قرمز منتشر می‌کند. |
| II-VI        | ۲    | کادمیم سولفید   | CdS           | 2.42      | مستقیم     | مورد استفاده در مقاومت نوری و سلول‌های خورشیدی. CdS/Cu2S اولین سلول خورشیدی کارآمد بود. در سلول‌های خورشیدی با CdTe استفاده می‌شود. به عنوان نقاط کوانتومی رایج است. کریستال‌ها می‌توانند به عنوان لیزرهای حالت جامد عمل کنند. الکترولومینسانس. وقتی دوپ شود، می‌تواند به عنوان یک فسفر عمل کند. |
| II-VI, oxide | ۲    | روی اکسید       | ZnO           | 3.37      | مستقیم     | فوتوکاتالیستی. شکاف نواری با آلیاژ کردن با اکسید منیزیم و اکسید کادمیوم از ۳ تا 4 eV قابل تنظیم است. دوپینگ ذاتی نوع n و نوع p دشوار است. آلومینیم، ایندیم یا گالیم سنگین، پوشش‌های رسانا شفاف ایجاد می‌کند. ZnO:Al به عنوان پوشش پنجره شفاف در مرئی و بازتابنده در ناحیه مادون قرمز و به عنوان فیلم رسانا در نمایشگرهای LCD و پنل‌های خورشیدی به عنوان جایگزین اکسید قلع ایندیم استفاده می‌شود. در برابر آسیب تشعشع مقاوم است. امکان استفاده در LEDها و دیودهای لیزری. امکان استفاده در لیزرهای تصادفی. |
| II-VI        | ۲    | سلنید روی       | ZnSe          | 2.7       | مستقیم     | برای لیزرهای آبی و LED استفاده می‌شود. دوپینگ آسان از نوع n، دوپینگ نوع p دشوار است، اما می‌توان به عنوان مثال نیتروژن انجام داد. . مواد نوری رایج در اپتیک مادون قرمز. |
| II-VI        | ۲    | روی سولفید      | ZnS           | 3.54/3.91 | مستقیم     | فاصله باند 3.54 eV (مکعب)، ۳٫۹۱ (شش ضلعی). قابل دوپینگ هم نوع n و هم نوع p. سوسوزن معمولی/فسفر در صورت دوپ شدن مناسب. |
| II-VI        | ۲    | تلورید روی      | ZnTe          | 2.3       | مستقیم     | می‌تواند روی AlSb, GaSb, InAs و PbSe رشد کند. مورد استفاده در سلول‌های خورشیدی، اجزای ژنراتورهای مایکروویو، LEDهای آبی و لیزرها. مورد استفاده در الکترواپتیک. همراه با نیوبات لیتیوم برای تولید تشعشعات تراهرتز استفاده می‌شود. |
| Oxide        | ۲    | مس اکسید        | Cu2O          | 2.17      |            | یکی از نیمه هادی‌های مورد مطالعه است. بسیاری از برنامه‌ها و جلوه‌ها ابتدا با آن نشان داده شدند. قبلاً در دیودهای یکسو کننده، قبل از سیلیکون استفاده می‌شد. |
| Oxide        | ۲    | دی‌اکسید تیتانیم | SnO2          | ۳٫۷       |            | نیمه هادی نوع n با کمبود اکسیژن. در سنسورهای گاز و به عنوان هادی شفاف استفاده می‌شود. |
| Layered      | ۲    | سلنید گالیم     | GaSe          | ۲٫۱       | غیر مستقیم | فوتو رسانا. موارد استفاده در اپتیک غیرخطی به عنوان ماده دو بعدی استفاده می‌شود. حساس به هوا |

## خواص مواد

### باند گپ
مکانیک کوانتومی باعث ایجاد یک سری از سطوح انرژی الکترون یا نوارهای متمایز می‌شود که از ماده ای به ماده دیگر متفاوت است. هر نوار می‌تواند تعداد معینی الکترون را در خود نگه دارد. اگر اتم الکترون‌های بیشتری داشته باشد، آن‌ها مجبور می‌شوند وارد نوارهای انرژی بالاتر شوند. در حضور انرژی خارجی، برخی از الکترون‌ها انرژی می‌گیرند و قبل از رها کردن آن و سقوط مجدد به باندهای انرژی، دوباره به سمت باندهای انرژی حرکت می‌کنند. با استفاده مداوم از انرژی خارجی، مانند انرژی حرارتی موجود در دمای اتاق، تعادلی حاصل می‌شود که در آن جمعیت الکترون‌هایی که به بالا و پایین باندها حرکت می‌کنند برابر است.
بسته به توزیع نوارهای انرژی، و «شکاف باند» بین آنها، مواد خواص الکتریکی بسیار متفاوتی خواهند داشت. به عنوان مثال، در دمای اتاق، بیشتر فلزات دارای یک سری نوارهای نیمه پر هستند که به الکترون‌ها اجازه می‌دهد تا با انرژی اعمال شده کمی اضافه یا حذف شوند. هنگامی که الکترون‌ها به‌طور محکم در کنار هم قرار می‌گیرند، می‌توانند به راحتی از اتمی به اتم دیگر حرکت کنند که آنها را رسانای عالی می‌کند. در مقایسه، بیشتر مواد پلاستیکی دارای سطوح انرژی با فواصل گسترده‌ای هستند که برای حرکت الکترون‌ها بین اتم‌هایشان به انرژی قابل توجهی نیاز دارند و آنها را به عایق‌های طبیعی تبدیل می‌کنند. نیمه هادی‌ها موادی هستند که دارای هر دو نوع باند هستند و در دمای عملیاتی معمولی، تعدادی الکترون در هر دو باند قرار دارند.
در نیمه‌هادی‌ها، اعمال کردن مقدار کمی انرژی، الکترون‌های بیشتری را به نوار رسانایی هل می‌دهد و باعث می‌شود که رسانایی بیشتری داشته باشند و جریان هم مانند یک رسانا جریان یابد. معکوس کردن قطبیت این انرژی اعمال شده، الکترون‌ها را به باندهای جدا شده گسترده تر می‌راند و آنها را عایق می‌کند و جریان را متوقف می‌کند. از آنجایی که مقدار انرژی مورد نیاز برای فشار دادن الکترون‌ها بین این دو سطح بسیار ناچیز است، نیمه هادی‌ها امکان سوئیچینگ با ورودی انرژی بسیار کمی را دارند. با این حال، این فرایند سوئیچینگ بستگی به الکترون‌هایی دارد که به‌طور طبیعی بین دو حالت توزیع می‌شوند، بنابراین ورودی‌های کوچک باعث می‌شوند آمار جمعیت به سرعت تغییر کند. با تغییر دمای خارجی، با توجه به توزیع ماکسول-بولتزمن، تعداد بیشتری از الکترون‌ها معمولاً در یک حالت یا حالت دیگر قرار می‌گیرند و باعث می‌شوند که عمل سوئیچینگ به خودی خود رخ دهد یا به‌طور کامل متوقف شود.
اندازه اتم‌ها و تعداد پروتون‌ها در اتم پیش‌بینی کننده‌های اولیه قدرت و طرح شکاف‌های باند هستند. موادی با اتم‌های کوچک و پیوندهای اتمی قوی، با شکاف‌های باند وسیع همراه هستند. با توجه به ترکیبات III-V، نیتریدها با بزرگ‌ترین شکاف نواری همراه هستند. شکاف‌های باند را می‌توان با آلیاژسازی، مهندسی کرد و قانون وگارد بیان می‌کند که یک رابطه خطی بین ثابت شبکه و ترکیب یک محلول جامد در دمای ثابت وجود دارد. موقعیت حداقل نوار رسانایی در مقابل ماکزیمم در ساختار نوار، جایی که مواد باند مستقیم نور را به شدت جذب می‌کنند و شکاف‌های باند غیرمستقیم با شدت کمتری جذب می‌کنند، تعیین می‌کند که آیا یک باند گپ مستقیم است یا غیرمستقیم. به همین ترتیب، مواد باند گپ مستقیم نور را به شدت ساطع می‌کنند، در حالی که نیمه هادی باندگپ غیرمستقیم ساطع کننده نور ضعیفی هستند، مگر اینکه مواد ناخالصی اضافه شوند که به شدت به نور متصل شوند.

### خواص نوری
ارتباط بین طول موج و شکاف باند این است که انرژی شکاف باند، حداقل انرژی مورد نیاز برای برانگیختن یک الکترون به باند رسانایی است. برای اینکه یک فوتون بدون کمک این تحریک را ایجاد کند، باید حداقلِ این مقدار انرژی را داشته باشد. در فرایند مخالف، زمانی که جفت‌های الکترون-حفره برانگیخته تحت نوترکیبی قرار می‌گیرند، فوتون‌ها با انرژی‌هایی تولید می‌شوند که با بزرگی شکاف نواری تظابق داشته باشد.
فاصله باند طول موجی را که LEDها در آن نور ساطع می‌کنند و طول موجی که فتوولتائیک‌ها در آن کارآمدتر عمل می‌کنند را تعیین می‌کند؛ بنابراین دستگاه‌های باند پهن در طول موج‌های کوتاه‌تر نسبت به سایر دستگاه‌های نیمه‌رسانا مفید هستند. برای مثال، فاصله باند برای گالیم آرسنید eV 1.4، با طول موج تقریباً ۸۹۰ نانومتر که نور مادون قرمز است (طول موج معادل انرژی نور را می‌توان با تقسیم ثابت nm-eV 1240با انرژی در eV، که ۸۸۶ نانومتر می‌شود، تعیین کرد) مطابقت دارد. از آنجایی که بالاترین راندمان، از یک سلول فتوولتائیک با لایه‌های تنظیم‌شده برای مناطق مختلف طیف خورشیدی تولید می‌شود، سلول‌های خورشیدی چند پیوندی مدرن دارای لایه‌های متعدد با شکاف‌های باند مختلف هستند و نیمه‌رساناهای باندگپ گسترده جزء کلیدی برای جمع‌آوری بخشی از طیف فراتر از مادون قرمز هستند.
استفاده از ال ای دی در کاربردهای روشنایی به ویژه به توسعه نیمه هادی‌های نیترید، با گپ گسترده بستگی دارد.

##### زمینه خرابی
یونیزاسیون ضربه اغلب به عنوان علت شکست نسبت داده می‌شود. در نقطه شکست، الکترون‌های یک نیمه هادی با انرژی جنبشی کافی برای تولید حامل‌ها در هنگام برخورد با اتم‌های شبکه همراه هستند.
نیمه هادی‌های با گپ گسترده با ولتاژ شکست بالا همراه هستند. این به دلیل میدان الکتریکی بزرگتر مورد نیاز برای تولید حامل‌ها از طریق ضربه است.
در میدان‌های الکتریکی بالا، سرعت رانش به دلیل پراکندگی از فونون‌های نوری اشباع می‌شود. انرژی فونون نوری بالاتر منجر به فونون‌های نوری کمتری در دمای خاص می‌شود و بنابراین مراکز پراکندگی کمتری وجود دارد و الکترون‌ها در نیمه‌هادی‌های با فاصله باند گسترده می‌توانند به حداکثر سرعت بالایی دست یابند.
سرعت رانش در یک میدان الکتریکی متوسط به اوج می‌رسد و در میدان‌های بالاتر افت کوچکی را تجربه می‌کند. پراکندگی بین ذره ای یک مکانیسم پراکندگی اضافی در میدان‌های الکتریکی بزرگ است و به دلیل جابجایی حامل‌ها از پایین‌ترین دره نوار رسانایی به دره‌های بالایی است، جایی که انحنای باند پایین باعث افزایش جرم مؤثر الکترون‌ها و کاهش تحرک الکترون می‌شود. . کاهش سرعت رانش در میدان‌های الکتریکی بالا به دلیل پراکندگی بین دره در مقایسه با سرعت اشباع بالا که از پراکندگی فونون نوری کم ناشی می‌شود، اندک است؛ بنابراین سرعت اشباع کلی بالاتری وجود دارد.

### خواص حرارتی
سیلیکون و سایر مواد متداول دارای شکاف باندی در حد ۱ تا ۱٫۵ الکترون ولت (eV) هستند، که به این معنی است که چنین دستگاه‌های نیمه هادی را می‌توان با ولتاژهای نسبتاً پایین کنترل کرد. همچنین به این معنی است که آنها به راحتی توسط انرژی حرارتی فعال می‌شوند که در عملکرد صحیح آنها اختلال ایجاد می‌کند. این امر دستگاه‌های مبتنی بر سیلیکون را به دمای عملیاتی زیر حدوداً ۱۰۰درجه سانتیگراد محدود می‌کند که فعال شدن حرارتی کنترل نشده دستگاه‌ها، عملکرد صحیح آنها را دشوار می‌کند. مواد با شکاف گسترده معمولاً دارای شکاف‌های بین ۲ تا ۴ eVهستند، به آنها اجازه می‌دهد تا در دماهای بسیار بالاتر در حد ۳۰۰ درجه سانتی گراد کار کنند. این باعث می‌شود که آنها در کاربردهای نظامی بسیار جذاب باشند، جایی که از آنها استفاده نسبتاً زیادی شده‌است.
دماهای ذوب، ضرایب انبساط حرارتی و هدایت حرارتی را می‌توان به عنوان خواص ثانویه ای در نظر گرفت که در پردازش ضروری هستند و این خواص مربوط به پیوند در مواد با شکاف گسترده‌است. پیوندهای قوی منجر به دمای ذوب بالاتر و ضرایب انبساط حرارتی کمتر می‌شود. دمای بالای دبای منجر به هدایت حرارتی بالا می‌شود. با چنین خواص حرارتی، گرما به راحتی حذف می‌شود.

## کاربردها

### کاربردهایی با قدرت بالا
ولتاژ شکست بالای نیمه هادی‌های با شکاف گسترده، یک ویژگی مفید در کاربردهای پرقدرت است که به میدان‌های الکتریکی بزرگ نیاز دارند.
دستگاه‌هایی برای کاربردهای توان بالا و دمای بالا توسعه یافته‌اند. هم نیترید گالیوم و هم کاربید سیلیکون مواد مقاومی هستند که برای چنین کاربردهایی مناسب هستند. با توجه به استحکام و سهولت ساخت، انتظار می‌رود نیمه هادی‌های کاربید سیلیکون به‌طور گسترده مورد استفاده قرار گیرند، شارژ ساده‌تر و بازده بالاتری را برای وسایل نقلیه هیبریدی و تمام الکتریکی ایجاد کنند، کاهش اتلاف انرژی، ساخت مبدل‌های انرژی خورشیدی و بادی با ماندگاری بیشتری داشته باشند و حذف شوند. ترانسفورماتورهای پست شبکه بزرگ نیترید بور مکعبی نیز استفاده می‌شود. بیشتر اینها برای کاربردهای تخصصی در برنامه‌های فضایی و سیستم‌های نظامی هستند. آنها شروع به جابجایی سیلیکون از جایگاه پیشرو آن در بازار نیمه هادی‌های قدرت عمومی نکرده‌اند.

### دیودهای ساطع نور
ال ای دی‌های سفید با ویژگی‌های روشنایی بیشتر و طول عمر بیشتر، در بسیاری از مواقع جایگزین لامپ‌های رشته‌ای شده اند. نسل بعدی پخش کننده‌های DVD (فرمت‌های Blu-ray و HD DVD) از لیزرهای بنفش مبتنی بر گالیم نیترید استفاده می‌کنند.

### مبدل‌ها
اثرات پیزوالکتریک بزرگ اجازه می‌دهد که مواد با شکاف گسترده به عنوان مبدل استفاده شود.

### ترانزیستور با تحرک الکترونی بالا
گالیم نیترید با سرعت بسیار بالا، از پدیده چگالی شارژ رابط زیاد، استفاده می‌کند.
با توجه به هزینه آن، تاکنون نیترید آلومینیوم بیشتر در کاربردهای نظامی استفاده می‌شود.

## نیمه هادی‌های مهم با فاصله باند گسترده
- نیترید آلومینیوم
- نیترید بور، h-BN و c-BN می‌توانند UV-LED را تشکیل دهند.
- الماس
- نیترید گالیم
- کاربید سیلیکون
- دی‌اکسید سیلیکون